# Anna Stawarska-Rippel
Anna Zofia Stawarska-Rippel – polska prawnik, doktor habilitowany nauk prawnych, nauczyciel akademicki na Wydziale Prawa i Administracji Uniwersytetu Śląskiego, specjalistka w zakresie historii prawa.

## Życiorys i praca naukowa
W 1999 ukończyła studia na kierunku prawo na Wydziale Prawa i Administracji UŚl, gdzie w 2003 na podstawie napisanej pod kierunkiem Adama Lityńskiego rozprawy pt. Prawo sądowe Polski Ludowej 1944-1950 a prawo Drugiej Rzeczypospolitej uzyskała stopień naukowy doktora nauk prawnych w zakresie prawa. W 2016 Rada Wydziału Prawa i Administracji UŚl nadała jej na podstawie dorobku naukowego oraz rozprawy pt. Elementy prywatne i publiczne w procesie cywilnym w świetle prac kodyfikacyjnych w Polsce (1918-1964). Studium historycznoprawne stopień naukowy doktora habilitowanego nauk prawnych w zakresie prawa.
Została profesorem uczelni w Instytucie Nauk Prawnych Wydziału Prawa i Administracji Uniwersytetu Śląskiego.